# Fernmeldeturm Waghäusel
Der Fernmeldeturm Waghäusel wurde 1971 im Stadtteil Wiesental der Stadt Waghäusel gebaut. Der Turm hat eine Höhe von 131 Metern und ist in Stahlbetonbauweise errichtet worden. Betreiber ist die Deutsche Funkturm.
Der Fernmeldeturm Waghäusel zählt zu den fünf Fernmeldetürmen der Typenturm-Baureihe FMT 6, die in den 1960er Jahren durch Fritz Leonhardt und Erwin Heinle im Auftrage der damaligen Bundespost geplant und gebaut wurden.

## Beschreibung
Der Fernmeldeturm Waghäusel ist mit drei Plattformenebenen ausgestattet: Plattform 1 auf 65,00 m, Plattform 2 (Unterkante Betriebsgeschoss) auf 68,00 m und Plattform 3 (Oberkante Betriebsgeschoss) auf 84,00 m Höhe. Die Gesamthöhe der Typentürme dieser Baureihe war unterschiedlich. Ein Grund für das seltene Vorkommen dieser Bauart ist, dass das Betriebsgeschoss deutlich kleiner ist als bei den danach folgenden Typen und weniger Platz zur Aufnahme der Technik bietet. Im ersten Geschoss waren meist ein Aufenthaltsraum für Betriebskräfte, eine Werkstatt sowie Lagerräume vorgesehen. Im zweiten Geschoss befand sich die Fernmeldetechnik. Zur Planungszeit ging man auch davon aus, dass Fernmeldetürme mit Betriebspersonal zu besetzen sind, deswegen verfügte FMT 6 über einen relativ großen Aufenthalts- und Arbeitsbereich.